# Oued Djaret
Oued Djaret är en wadi i Algeriet.   Den ligger i provinsen Illizi, i den östra delen av landet, 1 300 km söder om huvudstaden Alger.